# 特定療養費
特定療養費（とくていりょうようひ）とは、過去の制度で、日本の公的医療保険の被保険者が保険の適用範囲外の療養を受けた場合に、一定のルールの下で保険外診療との併用を認める制度である。1984年（昭和59年）11月1日の健康保険法等の改正法施行により、新しい医療技術の出現や、患者のニーズの多様化に適切に対応すべく導入された。2006年（平成18年）9月30日限りで、保険外併用療養費に置き換わる形で廃止された。
特定療養費制度の創設は、患者の選択による特別室への入院や金等の歯科材料を使用した治療及び高度先進医療を受けた場合の負担について、法令に基づき適正なルール化を図り、保険給付と国民の多様なニーズとの調整を図る趣旨のものであり、今後においても、必要にして適切な医療は保険で給付する方針に変わりはないものである（昭和59年9月22日厚生省発保第87号）。つまり保険外の診療といえども国民皆保険の堅持と混合診療禁止の建前を前提とした制度設計となっていた。

## 内容
被保険者が被保険者の選定に係る特別なサービスや、高度先進医療を受けた場合、その基礎的医療の部分は特定療養費として保険給付され（窓口では一部負担金（1984年当時は1割）の支払のみ）、対象外の診療（特別なサービスや特別医療の部分の費用）は被保険者が全額自己負担する。なお特別料金部分は高額療養費の対象とならない。特別なサービスの具体的な内容としては、以下のものがある。
1. 特別の病室の提供（いわゆる差額ベッド。1984年から）
2. 前歯部の鋳造歯冠修復又は歯冠継続歯に使用する金合金又は白金加金の支給（1984年から）
3. 大学の附属施設である病院その他の高度の医療を提供するものとして所定の要件に該当する病院又は診療所であって都道府県知事の承認を受けたもの(特定承認保険医療機関)につき、療養を受けたとき（高度先進医療。1984年から）。
4. 予約診療（1992年から）
5. 時間外診療（1992年から）
6. 金属床による総義歯の提供（1994年から）
7. 一般病床200床以上の病院の初診（1996年から）
8. 薬剤・医療用具の治験（1996年から）
9. 薬事承認・薬価基準収載前の医薬品の投与
10. う蝕に罹患している患者の指導管理（う蝕多発傾向を有しない13歳未満の患者であって継続的な管理を要するものに対するフッ化物局所応用又は小窩裂溝墳塞による指導管理に限られる。1997年から）
11. 療養病棟等に180日を超えて入院する場合（2002年から）

本制度の対象となる療養を行おうとする保険医療機関等は、次の事項を義務付けられる（昭和59年9月22日保発第87号・庁保発第22号）。
- 病院又は診療所の見やすい場所にその療養の内容及び費用に関する事項を掲示すること。
- 当該療養を行うに当たり、あらかじめ、患者に対しその内容及び費用に関して説明を行い、その同意を得なければならないこと。
- 費用の支払を受ける場合は、特定療養費に係る一部負担金額といわゆる差額徴収分とを区分して記載した領収証を交付すること。

特定療養費に係る療養についてその種類及び内容に応じて厚生大臣（2001年1月以降は厚生労働大臣。以下同じ）の定める基準に従わなければならない（保険医療機関及び保険医療養担当規則第5条の3、特定療養費に係る療養の基準（昭和63年3月厚生省告示第53号））。

### 高度先進医療
特定承認保険医療機関制度は、新しい医療技術の出現やニーズの多様化等に対応し、高度先進医療について保険給付との調整を図るものである。このため、高度先進医療を提供する医療機関で、厚生省令で定める要件に該当し、特定承認保険医療機関として都道府県知事の承認を受けたものにおいて行われた高度先進医療については、その療養のうち、一般の療養の給付と同様な基礎的な診療部分については、特定療養費として保険給付の対象とするものである。特定承認保険医療機関については、高度先進医療を支える基盤が質・量両面において十分なものとなるようその承認要件を定められている（昭和60年2月25日保発第19号）。
特定承認保険医療機関の要件は、次のとおり（保険医療機関及び保険薬局の指定並びに特定承認保険医療機関の承認並びに保険医及び保険薬剤師の登録に関する省令第5条の2）。
1. 大学若しくはその医学部若しくは歯学部の附属の教育研究施設としての附属病院又は医師法第16条の2第1項の規定により厚生大臣の指定する病院であって、以下の要件を満たすもの
  - 医科にあっては、おおむね300床以上の病床を有していること。
  - 医科にあっては、常勤の医師が、内科については5名以上、外科については4名以上、産婦人科については3名以上、精神科、小児科、整形外科、脳神経外科、皮膚科、泌尿器科、眼科、耳鼻咽喉科、放射線科及び麻酔科についてはそれぞれ2名以上配置されていること。ただし、高度先進医療を担当する科については5名以上配置されていること。なお、常勤医師数は医療法で定める標準を満たしていること。
  - 歯科にあっては、常勤の歯科医師が、高度先進医療を担当する科については5名以上配置されていること。なお、常勤歯科医師数は医療法で定める標準を満たしていること。
  - 主たる診療科において、それぞれ当直体制がとられていること。
  - 看護体制について、病棟において看護を行う看護婦、准看護婦及び看護補助者の数が次のいずれかに該当するものであること。
    - 「新看護等の基準」の新看護の基準の例によって算定した場合において、少なくとも同基準の三対一看護の看護婦等の必要数以上であること。
    - 「新看護等の基準」の看護の基準の例によって算定した場合において、少なくとも同基準の特二類看護の看護婦等の必要数以上であること。

  - 当該病院（その所属する大学又は医学部若しくは歯学部を含む）に、高度先進医療について審査、評価及び指導を実施するための専門委員会が設置され、十分機能していること。
    - 専門委員会については、当該医療機関内部の組織であり、その構成、運営等についてはそれぞれの自主性に委ねるものとするが、次のような要件が満たされることが望ましいこと（昭和60年2月25日保険発第14号）。
      - 構成は、各診療科の責任者が網羅されていること。
      - 高度先進医療の審査、評価及び指導について十分審議できるため、定期的に開催されるものであること。
      - 次の事項を審議できるものであること。
        - 高度先進医療の承認申請を行うに当たっての事前審査に関すること。
        - 高度先進医療の実施についての指導、監督に関すること。
        - 高度先進医療に係る診療報酬明細書の検討、評価に関すること。
        - 高度先進医療の実績についての評価に関すること。
        - その他高度先進医療に関すること。
2. 特定機能病院であること。
3. 1.に規定する病院に準ずる病院（大学附置の研究所の附属施設である病院を含む）であって、厚生大臣と協議して適当と認められるもの
4. 高度の医療を提供する特定の診療科を有する病院のうち以下の要件を満たす病院であって、厚生大臣と協議して適当と認められるもの
  - 原則として300床以上の病床を有していること。ただし、既に特定承認保険医療機関として承認されている保険医療機関と密接な連携体制が築かれている等、高度先進医療を行う十分な体制がとられていると認められる場合はこの限りでない。
  - 高度先進医療を担当する科について、常勤の医師が5名以上配置されていること。なお、常勤医師数は医療法で定める標準を満たしていること。
  - 公的病院又はそれに準ずる病院であること。
  - その他、常勤歯科医師数・当直体制・看護体制・内部の専門委員会については1.と同様であること。

### 予約診療
その承認基準は以下の通り（平成4年3月7日保険発第18号）。
- それぞれの患者が予約した時刻に診察をスムーズに受けられるような体制が整備されていることが必要であり、予約時刻から一定時間（30分程度）以上患者を待たせた場合は予約料の徴収は認められないものであること。
- 予約料を徴収しない時間帯が、各診療科ごとに、少なくとも延外来診療時間の二分の一程度確保されていること。ただし、特定機能病院である保険医療機関にあっては、延外来診療時間の三分の一程度とし、国又は地方公共団体が開設する保険医療機関(特定機能病院であるものを除く。)にあっては、延外来診療時間の三分の二程度とする。また、各診療科における各医師の同一診療時間帯には、緊急やむを得ない場合を除き、予約患者とそうでない患者とを混在させないこと。
- 予約料の徴収は患者の自主的な選択に基づく予約診察についてのみ認められるものであり、病院側の一方的な都合による徴収は認められないものであること。
- 予約料の額は、社会的にみて妥当適切なものでなければならないこと。
- 他の医療機関からの紹介状を持参して来た患者について、当該診察に係る予約料の徴収は認められないものであること。
- 専ら予約患者の診察にあたる医師がいても差し支えないものとすること。

### 200床以上の病院への初診
1994年の医療法改正により、地域医療と高度な専門医療を病院の規模等に応じた機能分担を推進されることとなった。ベッド数が200床以上の病院に受診する際、他の医療機関の紹介状がない場合には、特定療養費制度により患者側が別途負担金を支払うことになる。金額は500円から10,800円と医療機関により異なる。
その実施上の留意点は以下の通り（平成8年3月8日保険発第22号）。
- 患者の疾病について医学的に初診といわれる診療行為が行われた場合に徴収できるものであり、自ら健康診断を行った患者に診療を開始した場合等には、徴収できない。
- 同時に二以上の傷病について初診を行った場合においても、一回しか徴収できない。
- 一傷病の診療継続中に他の傷病が発生して初診を行った場合においても、第一回の初診時にしか徴収できない。
- 医科・歯科併設の病院においては、お互いに関連のある傷病の場合を除き、医科又は歯科においてそれぞれ別に徴収できる。
- 特別の料金の設定については、保険医療機関単位で同一の金額とし、例えば医師ごとに異なった料金の設定を行うことは認めないものとする。
- 特別の料金については、その徴収の対象となる療養に要するものとして社会的にみて妥当適切な範囲の額とする。
- 特別の料金等の内容を定め又は変更しようとする場合は、都道府県知事にその都度報告するものとする。
- 国の公費負担医療制度の受給対象者については、「やむを得ない事情がある場合」に該当するものとして、初診に係る特別の料金の徴収を行うことは認められないものであること。地方単独の公費負担医療の受給対象者については、当該地方単独事業の趣旨が、特定の傷害、特定の疾病等に着目しているものである場合には、同様の取扱いとすること。

#### 初診時の特別料金
8,000円以上の高額な病院を掲載
- 近畿大学医学部附属病院 - 11,000円[2]
- 国立がん研究センター中央病院 - 8,800円[3]
- 東京女子医科大学病院 - 8,800円[4]
- 北野病院 - 8,800円[5]

### 180日を超える入院
平成14年度の診療報酬改定において、入院医療の必要性は低いが、患者側の事情により長期にわたり入院している患者の退院促進及び医療保険と介護保険の機能分化の促進を図るため、療養病棟等に180日を超えて入院している患者（厚生労働大臣が定める状態等にある者を除く）に係る入院基本料等が特定療養費化することとされた。
この改正により、医療扶助受給者については、速やかに退院後の受入先を確保し、180日を経過するまでに退院するよう指導することとされ、いかなる方法によっても退院後の受入先が確保できない者であって、真にやむを得ないと判断されるものについては、退院後の受入先が確保されるまでの間、当該被保護入院患者に係る入院基本料等相当額を医療扶助により支給して差し支えないこと。ただし、本取扱いは、真にやむを得ない者に対する例外的なものであることから、厳正に取り扱うこと（平成14年3月27日社援発第0327028号）とされた。
「厚生労働大臣が定める状態等にある者」とは、具体的には以下の通り。
- 難病患者等入院診療加算を算定する患者（当該加算を算定している期間）
- 重症者等療養環境特別加算を算定する患者（当該加算を算定している期間）
- 重度の肢体不自由者、脊椎損傷等の重度障害者、重度の意識障害者、 筋ジストロフィー患者、難病患者等
- 悪性新生物に対する腫瘍用薬（重篤な副作用を有するものに限る）を投与している状態（治療により、集中的な入院加療を要する期間）
- 悪性新生物に対する放射線治療を実施している状態
- ドレーン法又は胸腔若しくは腹腔の洗浄を実施している状態（当該月において2週間以上実施していること）
- 人工呼吸器を使用している状態（当該月において1週間以上実施していること）
- 人工腎臓又は血漿交換療法を実施している状態（人工腎臓は週2日以上実施していること、血漿交換療法は当該月に2日以上実施していること）
- 全身麻酔その他これに準ずる麻酔を用いる手術を実施し、当該疾病に係る治療を継続している状態

## 制度の終了
特定療養費の制度は、2006年9月30日限りで廃止され、2006年10月1日以降は保険外併用療養費に置き換えられた。制度の趣旨や具体的な給付内容に大きな変わりはないが、相違点としては次のとおりである。
- 従来の被保険者の選定に係る療養が、評価療養（将来の保険適用を目指すもの）と選定療養（保険適用としないもの）に区分再編された。
- 特定承認保険医療機関の制度は廃止された。従来の高度先進医療は先進医療（評価療養の一種）に置き換えられ、一般の保険医療機関のうち個々に承認を受けた医療機関が担当することとなった。